# 44. Internationale Sechstagefahrt
Die 44. Internationale Sechstagefahrt war ein Motorrad-Geländesportwettbewerb, der vom 15. bis 20. September 1969 in Garmisch-Partenkirchen und im Werdenfelser Land stattfand. Die Nationalmannschaft der DDR gewann zum sechsten Mal die Trophy-Wertung. Die A-Nationalmannschaft der BRD gewann zum dritten Mal die Silbervasenwertung.

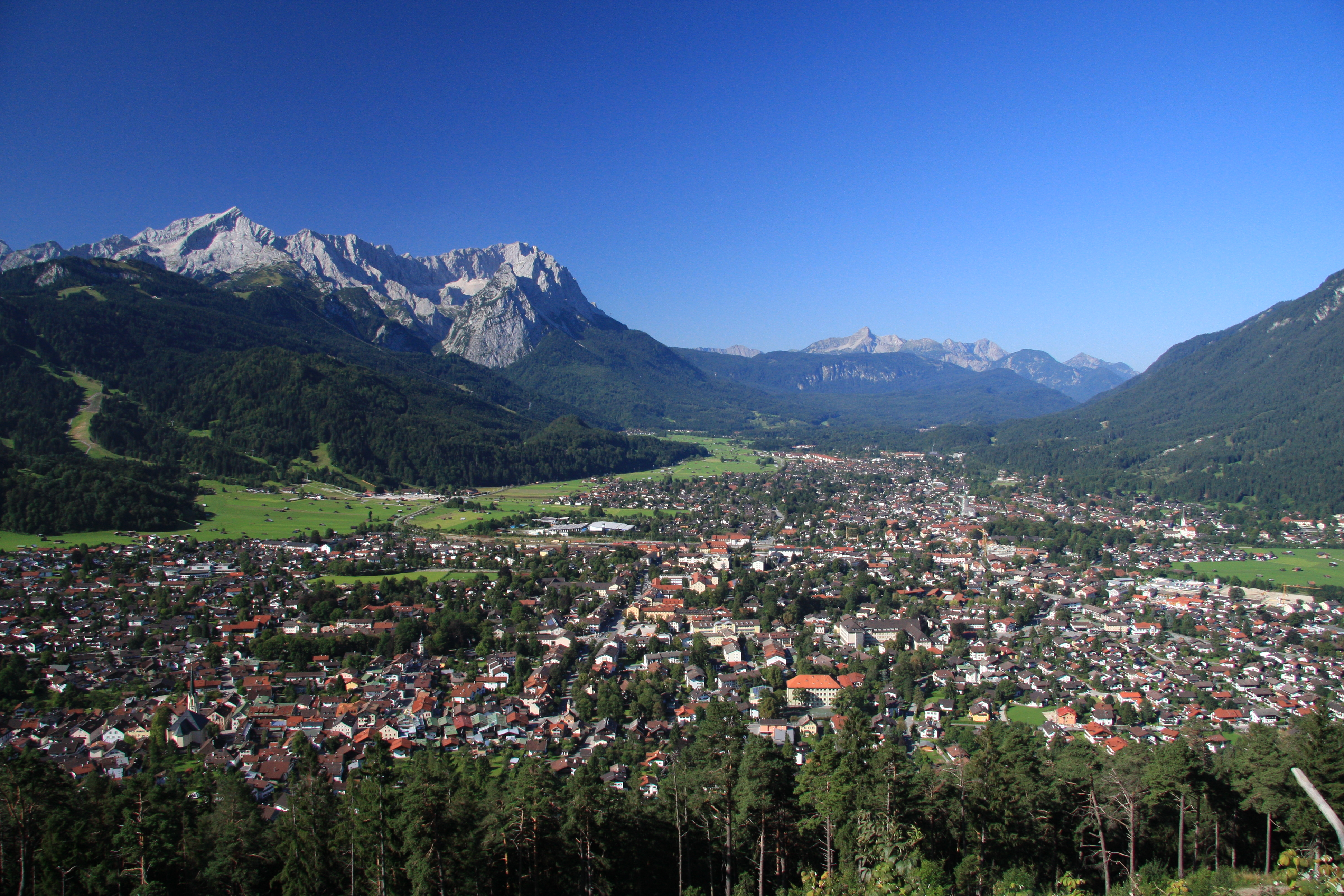
Garmisch-Partenkirchen, Start und Zielort der einzelnen Etappen

## Wettkampf

### Organisation
Garmisch-Partenkirchen war nach der 16. (1934), 31. (1956), 33. (1958) und 37. Internationalen Sechstagefahrt (1962) bereits zum fünften Mal Austragungsort der Veranstaltung.
Ausrichter war der Allgemeine Deutsche Automobil-Club e. V. (ADAC), Gau Südbayern.
Für den Wettkampf waren 325 Fahrer von 17 Motorsportverbänden der FIM gemeldet. Um die Trophy-Wertung fuhren Mannschaften aus acht Nationen. Zudem waren 25 Silbervasen-, 34 Fabrik- und 28 Club-Mannschaften am Start.
BRD und DDR nahmen an der World Trophy sowie mit jeweils zwei Silbervasenmannschaften teil. Österreich nahm an der World Trophy teil. Zudem waren 14 bundesdeutsche und zwei DDR-Clubmannschaften sowie vier bundesdeutsche, drei DDR- und drei österreichische Fabrikmannschaften am Start. Aus der Schweiz war lediglich ein Einzelfahrer am Start.
Die Siegerehrung wurde in der Bayernhalle durchgeführt.

### 1. Tag
Von den 325 gemeldeten Fahrern nahmen 321 den Wettkampf auf. Die Strecke war ein zweimal zu durchfahrender Rundkurs über insgesamt 253,6 km. Das Wetter war für die Jahreszeit mild und sonnig.
Zwei Sonderprüfungen waren zu absolvieren. Erstere war eine 3 km lange Bergprüfung unter der Kreuzeckbahn. Die zweite war eine Beschleunigungsprüfung mit Geräuschpegelmessung über 400 m.
In der World Trophy führte die Mannschaft der DDR, vor der Mannschaft der ČSSR und der Mannschaft Österreichs. Die Mannschaft der BRD folgte auf dem 4. Platz.
Bei der Silbervasenwertung führte die A-Mannschaft der ČSSR vor der A-Mannschaft der BRD und der B-Mannschaft der ČSSR. Auf den Plätzen 4, 5 und 6 folgten die B-Mannschaft der DDR, die B-Mannschaft der BRD sowie die A-Mannschaft der DDR.
23 Fahrer schieden aus dem Wettbewerb aus.

### 2. Tag
Wie am Vortag war zweimal ein Rundkurs zu durchfahren. Gesamtlänge: 246,4 km. Bestandteile waren wieder die Auffahrt unter der Kreuzeckbahn sowie eine Steillauffahrt zur Daxkapelle am Ortseingang von Garmisch-Partenkirchen.
In der World Trophy führte die Mannschaft der DDR, vor der Mannschaft der BRD und der Mannschaft der ČSSR. Österreich belegte nach gleich drei Fahrerausfällen (Stefan Pachernegg, Siegried Stuhlberger und Walter Leitgeb) vorerst den 8. und damit letzten Platz. Allen drei gemeinsam war ein Schaden an der Zündanlage.
Bei der Silbervasenwertung führte die A-Mannschaft der ČSSR vor der A-Mannschaft und der B-Mannschaft der BRD. Die B- und A-Mannschaft der DDR belegten den 5. bzw. 13. Platz.
67 Fahrer schieden aus dem Wettbewerb aus, davon sind zwölf nicht mehr gestartet.

### 3. Tag
Am dritten Tag wurde die Strecke des Vortags in entgegengesetzter Richtung gefahren. Eine steile Auffahrt wurde bereits am Vorabend herausgenommen, so war die Strecke um 3 km kürzer. Das Wetter war niederschlagsfrei.
Eine der beiden Sonderprüfungen war eine 5 km Geländeprüfung.
In der World Trophy führte die Mannschaft der DDR, vor der Mannschaft der ČSSR und der Mannschaft Großbritanniens. Die Mannschaft der BRD belegte nach dem Ausfall von Heinz Brinkmann, dessen Motorrad einen Getriebeschaden erlitten hatte, den 4. Platz. In der Mannschaft Österreichs schied mit Franz Dworak der vierte Fahrer aus, die Mannschaft lag damit fortan aussichtslos auf dem 8. und damit letzten Platz.
Bei der Silbervasenwertung führte die A-Mannschaft der BRD vor der A-Mannschaft der ČSSR und der B-Mannschaft der BRD. Die B- und A-Mannschaft der DDR belegten den 8. bzw. 13. Platz.
Zehn Fahrer schieden aus dem Wettbewerb aus.

### 4. Tag
Es war eine Strecke von insgesamt 290,2 km zu bewältigen. Das Wetter war für die Jahreszeit mild und sonnig.
Eine der beiden Sonderprüfungen war eine 6 km Bergprüfung bei Grafenaschau.
In der World Trophy führte weiter die Mannschaft der DDR, vor der Mannschaft der ČSSR und der Mannschaft Großbritanniens. Die Mannschaft der BRD lag weiter auf dem 4. Platz.
Bei der Silbervasenwertung führte die A-Mannschaft der ČSSR vor der A-Mannschaft und der B-Mannschaft der BRD. Die B- und A-Mannschaft der DDR lagen auf dem 7. bzw. 13. Platz.
Neun Fahrer schieden aus dem Wettbewerb aus.

### 5. Tag
Die Strecke war die des Vortags und musste in entgegengesetzter Richtung befahren werden. In der Nacht waren starke Gewitterschauer niedergegangen, die den Streckenuntergrund mitunter aufweichten. Stellenweise herrschte Nebel.
Eine der beiden Sonderprüfungen war eine Bergprüfung, die aufgrund des vorangegangenen Regens noch vor dem Start von 5,1 auf 4,6 km verkürzt wurde.
In der World Trophy führte weiter unverändert die Mannschaft der DDR, vor der Mannschaft der ČSSR und der Mannschaft Großbritanniens. Die Mannschaft der BRD belegte nach der Disqualifikation von Andreas Brandl (aufgrund von fremder Hilfe) den 6. Platz.
Bei der Silbervasenwertung führte die A-Mannschaft vor der B-Mannschaft der BRD und der A-Mannschaft der ČSSR. Die B- und A-Mannschaft der DDR lagen unverändert auf dem 7. bzw. 13. Platz.
Zwei Fahrer schieden aus dem Wettbewerb aus.

### 6. Tag
Es war eine Strecke von 123,5 km zurückzulegen. Das Abschlussrennen wurde auf einem Dreieckskurs von rund 7 km länge zwischen den Orten Ettal, Oberammergau und Linderhof durchgeführt. Die Klassen bis einschließlich 100 cm³ mussten vier Runden absolvieren, alle anderen Klassen sechs Runden. Die ersten beiden Runden mussten möglichst schnell absolviert werden, für jede nicht gefahrene Runde wurden Strafpunkte vergeben.
Drei Fahrer schieden aus dem Wettbewerb aus. Von 321 am ersten Tag gestarteten Fahrern erreichten 207 das Ziel.

## Endergebnisse

### Trophy

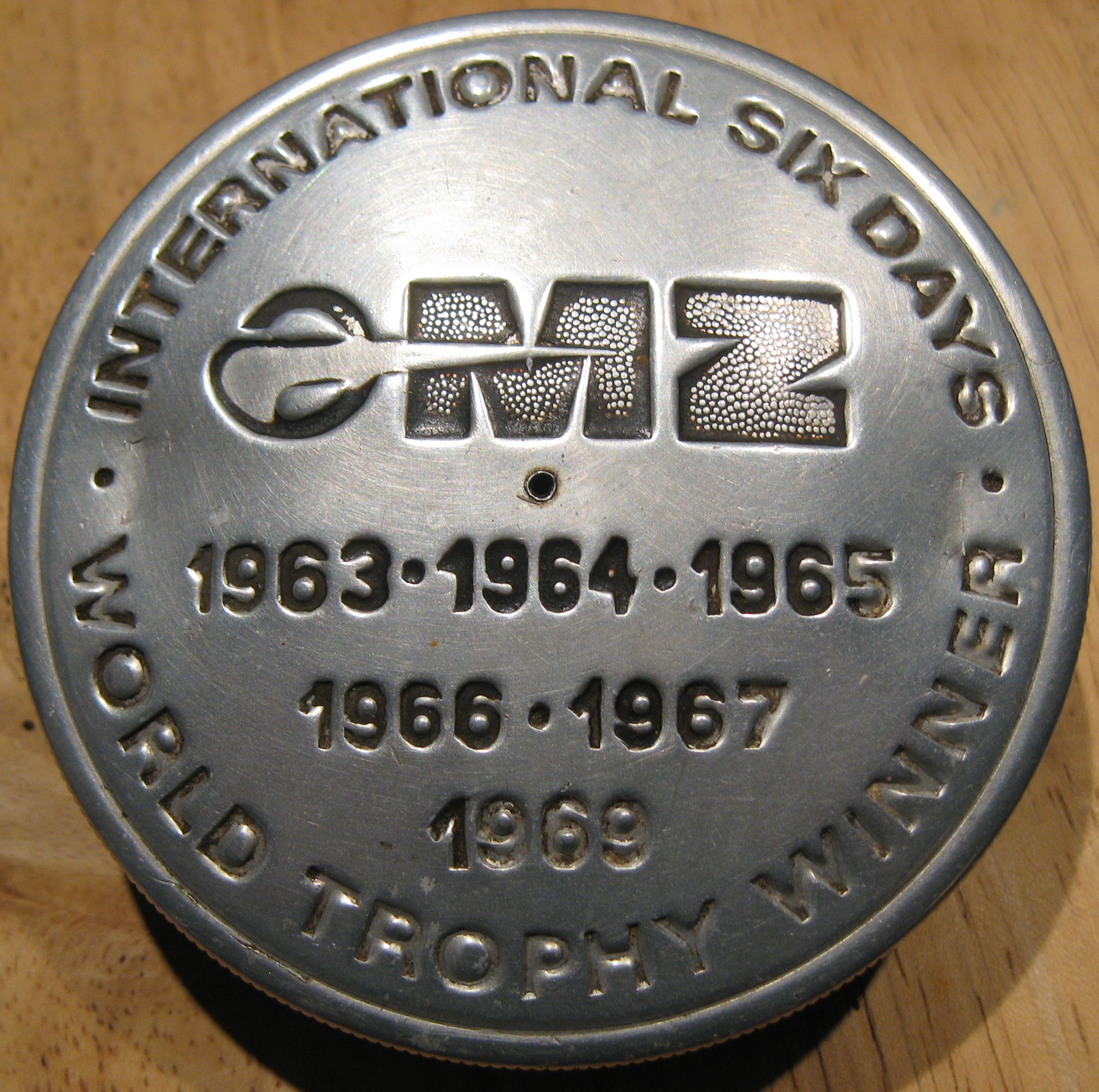
Tankdeckel einer MZ mit Angabe der Six Days-Siege bis einschließlich 1969

| Platz | Team                            | Strafpunkte | Wertungs-Zahl |
| ----- | ------------------------------- | ----------- | ------------- |
| 1.    | Deutsche Demokratische Republik | 0           | 150,7         |
| 2.    | Tschechoslowakei                | 12          | 352,1         |
| 3.    | Vereinigtes Königreich          | 311         | -             |
| 4.    | Schweden                        | 500         | -             |
| 5.    | Italien                         | 500         | -             |
| 6.    | Sowjetunion                     | 639         | -             |
| 7.    | BR Deutschland                  | 700         | -             |
| 8.    | Österreich                      | 1904        | -             |

### Silbervase

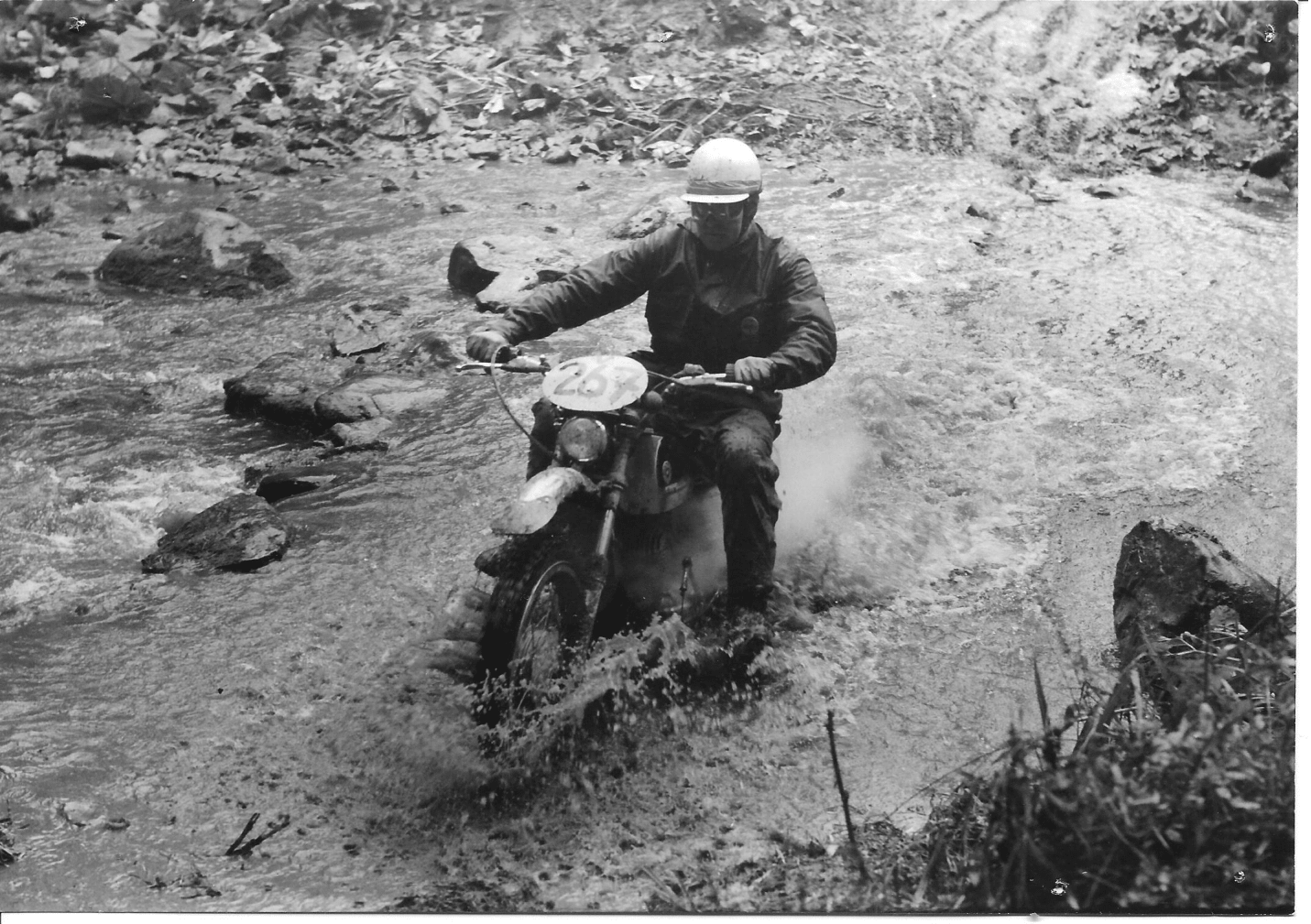
Der Spanier Oriol Puig Bultó auf einer Bultaco Matador

| Platz | Team                                           | Strafpunkte | Wertungs-Zahl |
| ----- | ---------------------------------------------- | ----------- | ------------- |
| 1.    | BR Deutschland (A-Mannschaft)                  | 0           | 226,8         |
| 2.    | BR Deutschland (B-Mannschaft)                  | 0           | 302,0         |
| 3.    | Tschechoslowakei (A-Mannschaft)                | 0           | 338,5         |
| 4.    | Tschechoslowakei (B-Mannschaft)                | 0           | 459,0         |
| 5.    | Italien (A-Mannschaft)                         | 0           | 1270,2        |
| 6.    | Italien (B-Mannschaft)                         | 0           | 1349,6        |
| 7.    | Deutsche Demokratische Republik (B-Mannschaft) | 13          | 842,9         |
| 8.    | Schweden (A-Mannschaft)                        | 14          | 1464,7        |
| 9.    | Vereinigte Staaten (B-Mannschaft)              | 88          | 2123,0        |
| 10.   | Vereinigte Staaten (A-Mannschaft)              | 158         | 1636,1        |
| 11.   | Spanien                                        | 209         | -             |
| 12.   | Finnland (A-Mannschaft)                        | 215         | -             |
| 13.   | Deutsche Demokratische Republik (A-Mannschaft) | 500         | -             |
| 14.   | Schweden (B-Mannschaft)                        | 501         | -             |
| 15.   | Polen                                          | 502         | -             |
| 16.   | Belgien (B-Mannschaft)                         | 509         | -             |
| 17.   | Sowjetunion (B-Mannschaft)                     | 523         | -             |
| 18.   | Sowjetunion (A-Mannschaft)                     | 536         | -             |
| 19.   | Vereinigtes Königreich (A-Mannschaft)          | 827         | -             |
| 20.   | Niederlande (B-Mannschaft)                     | 860         | -             |
| 21.   | Niederlande (A-Mannschaft)                     | 900         | -             |
| 22.   | Finnland (B-Mannschaft)                        | 1088        | -             |
| 23.   | Belgien (A-Mannschaft)                         | 1102        | -             |
| 24.   | Vereinigtes Königreich (B-Mannschaft)          | 1614        | -             |
| 25.   | Kanada                                         | 1862        | -             |

### Club-Mannschaften
| Platz | Team                           | Strafpunkte | Wertungs-Zahl |
| ----- | ------------------------------ | ----------- | ------------- |
| 1.    | Aotomotoclub Praha             | 0           | 651,4         |
| 2.    | GST II                         | 8           | 1206,9        |
| 3.    | ADAC Gau Nordrhein             | 13          | 1072,5        |
| 4.    | Motoclub Bergamo               | 24          | 1187,4        |
| 5.    | ADAC Gau Nordbayern            | 45          | 1120,2        |
| 6.    | ADAC Gau Hansa                 | 71          | 1384,7        |
| 7.    | Holland Oost                   | 108         | -             |
| 8.    | ADAC Gau Nordbaden             | 301         | -             |
| 9.    | ADAC Gau Südbayern             | 405         | -             |
| 10.   | DMV Hessen I                   | 428         | -             |
| 11.   | ADAC Gau Hessen I              | 530         | -             |
| 12.   | ADAC Gau Niedersachsen         | 597         | -             |
| 13.   | ADAC Gau Schleswig-Holstein    | 597         | -             |
| 14.   | GST I                          | 600         | -             |
| 15.   | Sunbeam MCC                    | 618         | -             |
| 16.   | Kingston & D.M.C.C.            | 704         | -             |
| 17.   | Army Motor Cycling Association | 731         | -             |
| 18.   | Metropolitan Police MC         | 740         | -             |
| 19.   | ADAC Gau Württemberg           | 815         | -             |
| 20.   | ADAC Gau Pfalz                 | 1000        | -             |
| 21.   | ADAC Gau Westfalen-West        | 1013        | -             |
| 22.   | SME                            | 1024        | -             |
| 23.   | American Cycle Association     | 1046        | -             |
| 24.   | Holland West                   | 1100        | -             |
| 25.   | ADAC Gau Hessen II             | 1100        | -             |
| 26.   | Southend & D.M.C.C             | 1143        | -             |
| 27.   | DMV Hessen II                  | 1243        | -             |
| 28.   | Scottish A.C.U.                | 1637        | -             |

### Fabrik-Mannschaften
| Platz | Team                  | Strafpunkte | Wertungs-Zahl |
| ----- | --------------------- | ----------- | ------------- |
| 1.    | MZ I                  | 0           | 0,0           |
| 2.    | Zündapp II            | 0           | 8,7           |
| 3.    | Jawa II               | 0           | 137,8         |
| 4.    | MZ II                 | 0           | 150,7         |
| 5.    | Simson                | 0           | 213,3         |
| 6.    | Maico                 | 0           | 225,9         |
| 7.    | Jawa III              | 0           | 285,5         |
| 8.    | Jawa IIII             | 0           | 346,4         |
| 9.    | Moto Morini IV        | 0           | 750,7         |
| 10.   | Moto Morini V         | 0           | 1020,4        |
| 11.   | Moto Morini II        | 0           | 1077,9        |
| 12.   | Moto Morini I         | 0           | 1106,4        |
| 13.   | Hercules I            | 9           | 1346,8        |
| 14.   | Jawa I                | 12          | 188,8         |
| 15.   | MZ III                | 13          | 609,4         |
| 16.   | Ijewski Fabrik I      | 20          | 976,3         |
| 17.   | Kovrov                | 23          | 1441,8        |
| 18.   | Bultaco               | 100         | -             |
| 19.   | Hercules II           | 127         | 1681,4        |
| 20.   | Zündapp I             | 300         | -             |
| 21.   | Puch I                | 200         | -             |
| 22.   | Puch II               | 500         | -             |
| 23.   | KTM                   | 500         | -             |
| 24.   | Rond-Sachs            | 500         | -             |
| 25.   | Moto Morini III       | 500         | -             |
| 26.   | Ijewski Fabrik III    | 500         | -             |
| 27.   | Triumph Home Counties | 502         | -             |
| 28.   | KTM I                 | 575         | -             |
| 29.   | Ijewski Fabrik II     | 639         | -             |
| 30.   | Bultaco               | 715         | -             |
| 31.   | Zündapp III           | 800         | -             |
| 32.   | KTM II                | 1065        | -             |
| 33.   | WSM                   | 1133        | -             |
| 34.   | Bultaco               | 1342        | -             |

### Einzelwertung
| Klasse  | Starter | Gold | Silber | Bronze | Ausfall/Disqualifikation | Ausfall/Disqualifikation | Ausfall/Disqualifikation | Ausfall/Disqualifikation | Ausfall/Disqualifikation | Ausfall/Disqualifikation | Ausfall/Disqualifikation | Klassensieger (Motorrad) | Strafpunkte | Punkte |
| Klasse  | Starter | Gold | Silber | Bronze | 1. Tag                   | 2. Tag                   | 3. Tag                   | 4. Tag                   | 5. Tag                   | 6. Tag                   | Gesamt                   | Klassensieger (Motorrad) | Strafpunkte | Punkte |
| ------- | ------- | ---- | ------ | ------ | ------------------------ | ------------------------ | ------------------------ | ------------------------ | ------------------------ | ------------------------ | ------------------------ | ------------------------ | ----------- | ------ |
| 50 cm³  | 14      | 0    | 3      | 0      | 2                        | 5                        | 2                        | 2                        | 0                        | 0                        | 11                       | Heinz Buder (Zündapp)    | 0           | 2913,9 |
| 75 cm³  | 14      | 9    | 1      | 0      | 2                        | 2                        | 0                        | 0                        | 0                        | 0                        | 4                        | Hans Trinkner (Zündapp)  | 0           | 2411,8 |
| 100 cm³ | 17      | 7    | 3      | 1      | 0                        | 5                        | 1                        | 0                        | 0                        | 0                        | 6                        | Heribert Dietrich (Puch) | 0           | 2334,1 |
| 125 cm³ | 80      | 24   | 20     | 10     | 5                        | 16                       | 2                        | 1                        | 1                        | 1                        | 26                       | Dieter Kramer (Zündapp)  | 0           | 2258,4 |
| 175 cm³ | 32      | 16   | 8      | 4      | 0                        | 4                        | 0                        | 0                        | 0                        | 0                        | 4                        | Peter Uhlig (MZ)         | 0           | 2170,1 |
| 250 cm³ | 96      | 20   | 13     | 21     | 11                       | 25                       | 3                        | 0                        | 1                        | 2                        | 42                       | Werner Salevsky (MZ)     | 0           | 2110,0 |
| 350 cm³ | 24      | 15   | 3      | 1      | 2                        | 3                        | 0                        | 0                        | 0                        | 0                        | 5                        | Květoslav Mašita (Jawa)  | 0           | 2074,3 |
| 500 cm³ | 32      | 13   | 5      | 3      | 0                        | 5                        | 2                        | 4                        | 0                        | 0                        | 11                       | Fred Willamowski (MZ)    | 0           | 2047,6 |
| 750 cm³ | 12      | 3    | 1      | 3      | 1                        | 2                        | 0                        | 2                        | 0                        | 0                        | 5                        | Heribert Schek (BMW)     | 0           | 2282,0 |
| Gesamt  | 321     | 107  | 57     | 43     | 23                       | 67                       | 10                       | 9                        | 2                        | 3                        | 114                      |                          |             |        |